# اکاترینا میرونووا (ژیمناست)
اکاترینا میرونووا (ژیمناست) (به انگلیسی: Ekaterina Mironova (gymnast)) ژیمناست زادهٔ ۱۰ ژوئن ۱۹۸۲ میلادی اهل کشور بلاروس است.